# The Disciples
The Disciples est une formation dub (aujourd'hui réduite à un seul membre), créée en 1985 à Londres en Angleterre. Le style produit est un mélange de reggae roots jamaïcain avec les sonorités digitales typiques du mouvement anglais de l'époque. En résulte un dub stepper puissant, aux basses vrombissantes, parfois mentionné "hardcore dub" par les critiques.
Les maxis et les dubplates de The Disciples sont parmi les plus recherchées des sound systems, notamment pour ce son massif et brut.

## Histoire
En 1976, Russ D (Russel Brown) et Lol (Lol-Bell Brown) sont deux frères. Russ D joue de la basse depuis ses 15 ans, d'abord du punk et il a 25 ans lorsqu'il se tourne vers le reggae en lisant la presse spécialisée de l'époque. Quelques années plus tard, il achète avec son frère ses premiers vinyles du genre chez "Flash Forward". En 1985 Russ D réalise 4 dubplates et le disquaire lui conseille de les présenter à Jah Shaka, connaissant son goût pour les nouveautés. Un rendez-vous est pris.
Cette année, Jah Shaka diffuse pour la première fois le son des deux frères à l'une de ses dance, en prononçant cette phrase pour les introduire : « This one is The Disciples » (sous-entendu, les siens). Le duo possède désormais un nom.
The Disciples vont enregistrer 4 albums pour le label Jah Shaka` King Of The Zulu Tribe entre 1987 et 1993, dont la plupart des titres seront joués par Jah Shaka dans ses soirées. Mais dès 1991 le duo va se produire avec son propre sound system, mené dans tout le Royaume-Uni pendant 5 ans, croisant la route d'artistes tels Aba Shanti I, Iration Steppas ou Channel One.
En 1993 le duo forme son premier label "Boom-Shaka-Lacka" qui va permettre la production d'un certain nombre de vinyles. Vont en sortir des collaborations intéressantes avec The Rootsman, Dayjah et Sister Rasheda.
Puis, dans le courant de l'année 1996 Lol se marie, quittant ainsi la maison familiale et du même temps le groupe (Lol travaille aujourd'hui pour le label "Dub Vendor"). Il assurait toutes les partitions de guitare ainsi qu'une partie des synthétiseurs. Russ D décide néanmoins de continuer seul l'aventure.
En 1997 un second label est créé, "Backyard Movements", spécialisé dans la promotion reggae "vocal" d'artistes tels Michael Rose, Tony Roots, Lutan Fyah ou Ras Mac Bean. Les moyens sont également présent, avec la création du "Backyard Studio" qui sera désormais le lieu des nouvelles productions de The Disciples.
The Disciples compte un grand nombre de collaborations, illustrant parfaitement l'esprit meeting du mouvement dub, invitant tour à tour toasters ou instrumentistes et partageant plusieurs albums entiers avec d'autres groupes.

## Membres
- 1985 - présent Russ D : basse, claviers, sonorisation, percussions, guitare
- 1985 - 1996 Lol : guitare, synthétiseur, percussions

## Discographie

### Albums studio
- Deliverance : Commandments Of Dub chapter 6 (1987)
- The Disciples (1989)
- Addis Ababa : The Disciples chapter 2 (1991)
- The Lion : The Disciples chapter 3 (1993)
- Resonations (1995)
- Hail HIM in Dub (1995)
- For Those Who Understand (1995)
- Infinite Density Of Dub (1996)
- Spangdubulous Dub : Jonah Dan buck up pon Disciples (1998)
- Backyard Movements Dubwise 2001 (2001)

### Rencontres
- Storm Clouds, Dayjah meets The Disciples (1993)
- Hail HIM, Sister Rasheda (1994)
- Urban Jungle, Dayjah meets The Disciples (1997)
- Rebirth, The Rootsman meets The Disciples (1997)
- Sacred Art Of Dub, Alpha and Omega meets The Disciples (1998)
- Love, Faith & Belief, Wayne McArthur (1999)
- Dub & Mixture, Improvisators Dub meets The Disciples (2000)
- Revelation Time, Clive "Colour Red" Hylton  (2000)
- Lion King, Tony Roots (2001)
- Cry Freedom, Delroy Dyer and Disciples (2001)
- One Bright Day, Prince Allah (2002)
- Gift Of Life, Tony Roots (2003)
- Bordeline riddim, Irie Ites meets Russ.d (2012)